# Leichtathletik-Weltmeisterschaften 2015/Teilnehmer (Botswana)
| Gelbes Symbol für Goldmedaillen mit stilisierten Olympischen Ringen | Graues Symbol für Silbermedaillen mit stilisierten Olympischen Ringen | Braundes Symbol für Bronzemedaillen mit stilisierten Olympischen Ringen |
| ------------------------------------------------------------------- | --------------------------------------------------------------------- | ----------------------------------------------------------------------- |
| —                                                                   | —                                                                     | —                                                                       |

Der Leichtathletikverband Botswanas nominierte sieben Athleten für die Leichtathletik-Weltmeisterschaften 2015 in der chinesischen Hauptstadt Peking.

## Ergebnisse

### Männer

#### Laufdisziplinen
| Athlet                                                                                      | Disziplin | Vorlauf     | Vorlauf | Halbfinale         | Halbfinale         | Finale             | Finale             |
| Athlet                                                                                      | Disziplin | Zeit        | Platz   | Zeit               | Platz              | Zeit               | Platz              |
| ------------------------------------------------------------------------------------------- | --------- | ----------- | ------- | ------------------ | ------------------ | ------------------ | ------------------ |
| Isaac Makwala                                                                               | 400 m     | 44,19 s     | 3       | 44,11 s            | 1                  | 44,63 s            | 5                  |
| Onkabetse Nkobolo                                                                           | 400 m     | 45,17 s     | 23      | nicht qualifiziert | nicht qualifiziert | nicht qualifiziert | nicht qualifiziert |
| Nijel Amos                                                                                  | 800 m     | 1:47,23 min | 16      | 1:47,96 min        | 17                 | nicht qualifiziert | nicht qualifiziert |
| Nijel Amos Zacharia Kamberuka Isaac Makala Leaname Maotoanong Onkabetse Nkobolo Pako Seribe | 4 × 400 m | 2:59,95 min | 9       |                    |                    | nicht qualifiziert | nicht qualifiziert |

#### Sprung/Wurf
| Athlet            | Disziplin  | Qualifikation | Qualifikation | Finale             | Finale             |
| Athlet            | Disziplin  | Weite/Höhe    | Platz         | Weite/Höhe         | Platz              |
| ----------------- | ---------- | ------------- | ------------- | ------------------ | ------------------ |
| Kabelo Kgosiemang | Hochsprung | 2,22 m        | 28            | nicht qualifiziert | nicht qualifiziert |